# 林明德
林明德（1931年11月18日—2022年7月8日），中华民国法官、检察官，生於台湾台北市，曾任最高法院院長、行政法院院長等職。

## 生平
父亲在台湾日治时期營機械五金業，家境富裕。林明德於1938年進入與日本学生共學之小學。畢業考入與日本学生共學之州立中學，二戰後編為建中初中部，因成績優良而保送高中部。林明德為家中獨子，無兄弟姊妹。1947年2月28日二二八事件发生，翌日新竹縣縣長仍不知情，搭公務車途經台北市延平北路一段林明德父亲的店舖附近時，遭到流氓地痞截下車毆打致傷； 同年6月10日陳儀的後援部隊登陆台湾後，政府逮捕此案發生地附近五家店舖的負責人，林明德父亲為其中之一，第四天父亲從西門憲兵隊给家中打來電話，告知辦案的憲兵排長認識五位被捕者中的西服店老板，認為这五人均屬殷實商人，不應以事件發生地在附近逕予逮捕，故将五人釋放。林明德受此刺激，高中畢業选择学习法律。
1954年5月初，自國立台灣大學法律系畢業，1954年7月1日，参加特種考試甲級司法人員推事、檢察官及格。1955年2月上旬，入司法官訓練所第一期，1956年結業。初任新竹地檢處檢察官。1957年取得律師資格證書。1958年調任基隆地方法院推事。1963年，以基隆地方法院推事調台灣高等法院台南分院辦事。調任台中地方法院推事兼庭長。1964年獲聘為靜宜文理學院、僑光專科學校、嶺東專科學校兼任副教授，到1973年为止。1965年，调任台灣高等法院台中分院推事。

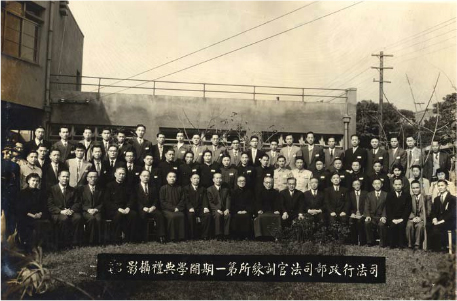
司法行政部司法官訓練所第一期開學典禮摄影

1971年3月，派任雲林地檢處首席檢察官，当时王任远部长认为林明德尚未加入中国国民党属于美中不足，故依例在接任首席检察官及及雲林地區選舉事務監察召集人時，以臨時黨員之身分加入中国国民党。1972年，调任基隆地檢處首席檢察官。1973年，獲聘為國立海洋學院兼任副教授，任至1979年。1979年，调任司法院公務員懲戒委員會委員，此後一直未參加中国国民黨的會議及繳黨費，中国国民党黨籍自然消滅。1980年，獲聘為中央警察學校兼任教授，任至1990年。1982年，獲聘為司法官訓練所講座，任至1987年。1989年3月1日，調任司法院副秘書長。1990年，调任台灣台北地方法院院長。1993年，调任台灣高等法院台中分院院長。1995年4月7日，總統府發布命令：特任林明德為行政法院院長。1997年12月11日，中华民国总统李登辉發布命令，特任行政法院院長林明德接任最高法院院長。
任行政法院院长时，1997年林明德當选为中華民國法官協會理事長，期满两年时，1999年获选续任中華民國法官協會理事長。其间，1999年11月，该协会在台北市主办国际法官协会第四十二届年会，此为国际法官协会第一次在亚洲举办年会。
中华民國的司法預算於1997年度以前，一直是由行政院直接編制，有时對司法機關提出的概算大幅刪減，这种制度違反權力分立與制衡的原則。1997年3月25日起，中華民國法官協會理事長林明德發動法官、檢察官連署向國民大會請願，要求修改憲法，以規定司法預算獨立編制，行政院不得逕予刪減，行政院如有意見可加註併送立法院，此提议獲得支持通過。 
2000年，獲聘為國際法官協會「世界司法正義基金會」評審。 2001年，卸任中華民國法官協會理事長。2001年9月，奉准自最高法院院長退休（9月18日辭卸最高法院院長），並獲總統特聘為总统府國策顧問，另獲司法院聘為顧問。
2022年7月8日辭世，享壽92歲。

## 褒揚令
2022年7月22日，獲總統蔡英文追頒「總統褒揚令」，褒揚令全文為：

總統府前國策顧問、最高法院前院長林明德，剛廉端愨，叡質幹敏。少歲卒業國立臺灣大學法律系，旋榮登司法人員考試金榜，砥淬礱磨，潔清自矢，肇啟四十餘載伉俠懲惡之職涯。歷任地方檢察處首席檢察官、各級法院推事暨司法院副秘書長等職，創啟羈押送閱功事，暢申公正選舉原則；推動多元資訊電腦化，爭取預算獨立編列，正色直繩，片言折獄；覃思謨遠，營置攸宜。洎接掌行政法院，悉力導引優良風紀，厲行簡政便民措施；潛心訴訟制度興革，有效提升裁判品質，風規迭立，法炬高擎。尤於出任最高法院院長期間，督策嚴守法律審界限，發揮統一見解功能；召開學術研討會議，完善前衛補充解釋，復催生選製新判例與決議錄四大冊，允稱重要司法文獻之一，明辨慎始，理精意執；嘉謀洞見，獻替多方。嗣膺任中華民國法官協會理事長，促進國際司法交流，張拓宏觀法律視野，前瞻卓識，建讜紓籌。綜其生平，厚實國家司法審判內涵，標揚臺灣法治人權保障，茂猷遐舉，遺範永昭。遽聞嵩齡謝世，悼惜彌殷，應予明令褒揚，用示政府篤念材賢之至意。

總　　　統　蔡英文　　　　

行政院院長　蘇貞昌　　　　

## 著作
- 林明德，我現行司法實務對大陸人民法律案件判決之研究及檢討，台北：財團法人海峽交流基金會法律業務研討會，1993年[1]